# たらこスパゲッティ
たらこスパゲッティは、たらこを主要な具材として用いたスパゲッティ料理で、日本固有の「和風スパゲッティ」というジャンルの代表的なメニューである。

## 起源
1963年から1967年頃、東京都渋谷区にあるスパゲッティ専門店の老舗「壁の穴」で、常連客だった千葉馨が店にキャビアを持ってきたため、これでスパゲッティを作ってくれという要望をきっかけとして店主の成松孝安が考案したレシピである。きっかけとなったキャビアを加えたスパゲッティは大変上品な味わいで美味であったが、高級食材のキャビアを日常的に店で出すことはできなかったため、安価な代替品を探した結果として、たらこを用いて作られるようになった。上に振りかけられる海苔は、茶漬けに着想を得ているという。

## 製法

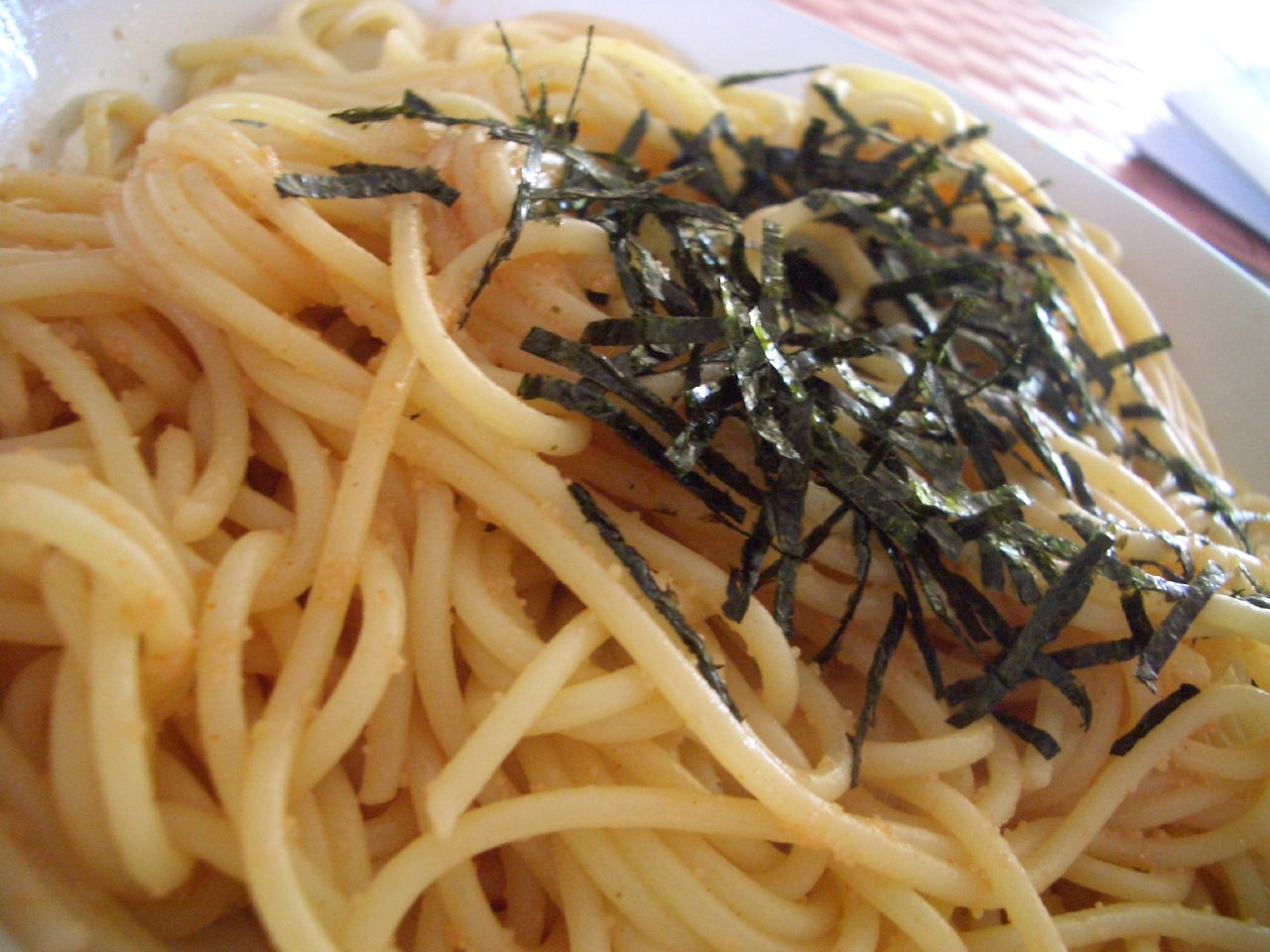
明太子スパゲッティ

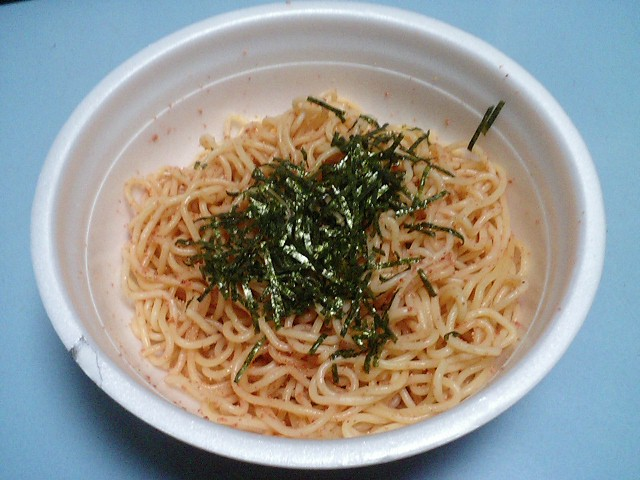
インスタント食品としても出回っている

ほぐした生のたらこをバターまたはオリーブオイルと混ぜ合わせてなめらかなペースト状にし、茹で上げたスパゲッティにからめるだけで出来上がる。塩、こしょう、レモンの絞り汁、アンチョビなどを加える事もある。また、焼きたらこを用いるレシピもある。オリジナルレシピでは最後に刻み海苔を上からかける。粉状にした昆布を混ぜるレシピがオリジナルである。
日本人の嗜好に合ったためか、後に「和風スパゲッティ」という新しいジャンルの代表的なメニューとなった。安価な材料とシンプルな調理法で作れるため、日本の家庭でも定番のパスタ料理の1つになった。
その後様々なアレンジが加えられ、例えば生クリームやチーズ、マヨネーズ、醤油を使うものや、たらこのかわりにほぐした辛子明太子を加えたソースを茹でたスパゲッティの上にかけたものもある（明太子スパゲッティ）。刻んだ紫蘇の葉などをのせる場合もある。
なおイタリアにも魚卵を用いたパスタは存在する。最も著名なものはカラスミ（ボラの卵）のパスタである。